# Hauenstein (Palatinat-Sud-Ouest)
Pour les articles homonymes, voir Hauenstein.
Hauenstein est une municipalité et chef-lieu de la Verbandsgemeinde Hauenstein, dans l'arrondissement du Palatinat-Sud-Ouest, en Rhénanie-Palatinat, dans l'ouest de l'Allemagne. C'est un centre réputé pour le commerce de la chaussure, à laquelle un musée est consacré.

## Jumelages
La commune de Hauenstein est jumelée avec:
- Chauffailles (France) depuis 1970
- Saint-André-de-la-Marche (France)
- Steinegg (Autriche)
- Csenger (Hongrie)

## Notes et références

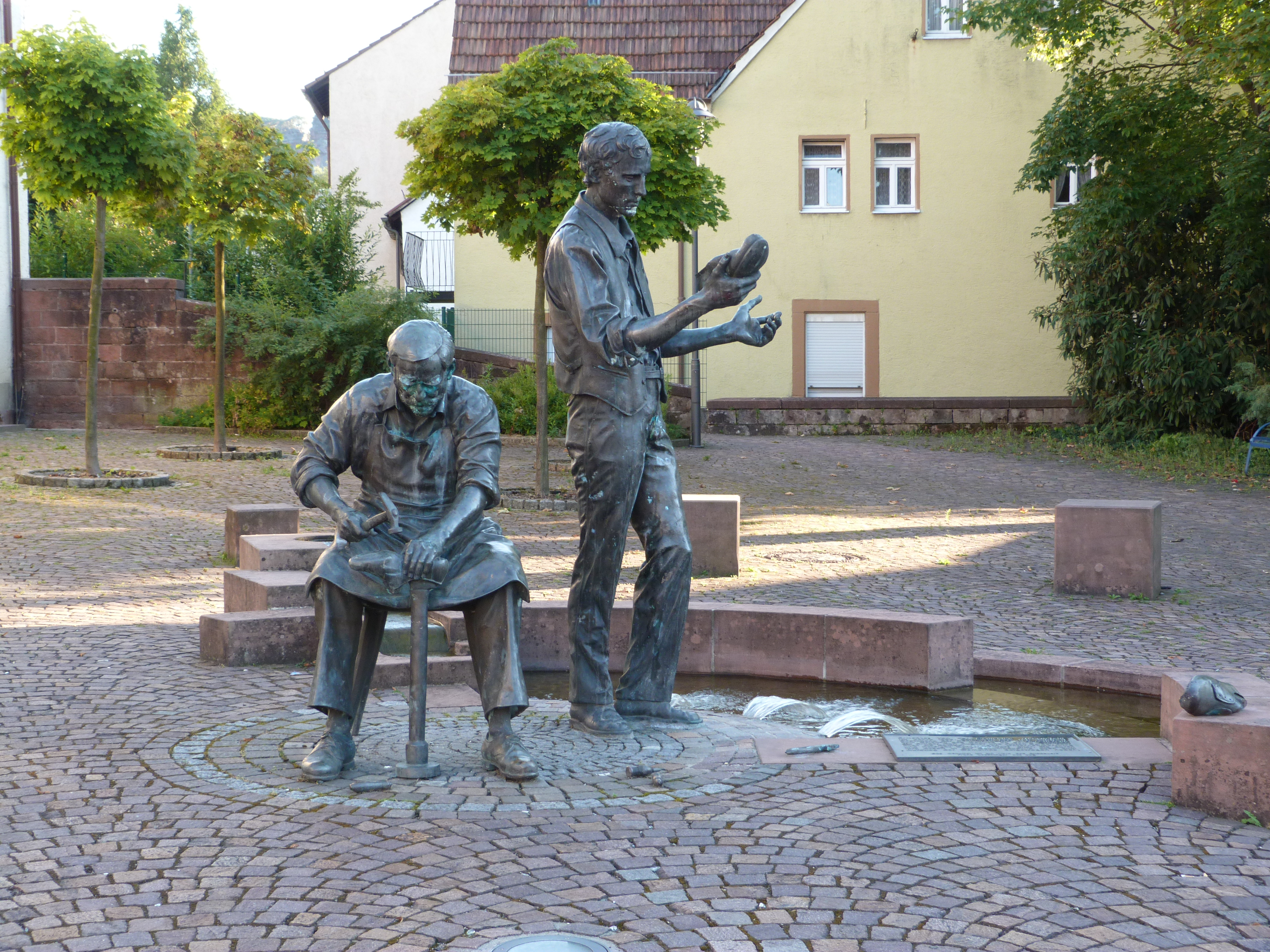
Monument au cordonnier Schusterdenkmal